# Бицароне
Бицароне (итал. Bizzarone) је насеље у Италији у округу Комо, региону Ломбардија.
Према процени из 2011. у насељу је живело 1335 становника. Насеље се налази на надморској висини од 436 м.

## Становништво
| 1931. | 1936. | 1951. | 1961. | 1971. | 1981. | 1991. | 2001. | 2011. |
| ----- | ----- | ----- | ----- | ----- | ----- | ----- | ----- | ----- |
| 712   | 681   | 688   | 822   | 979   | 1.131 | 1.337 | 1.495 | 1.517 |